# Herrmannella columbiae
Herrmannella columbiae är en kräftdjursart som först beskrevs av I. C. Thompson 1897.  Herrmannella columbiae ingår i släktet Herrmannella och familjen Sabelliphilidae. Inga underarter finns listade i Catalogue of Life.